# Belhaven Brewery

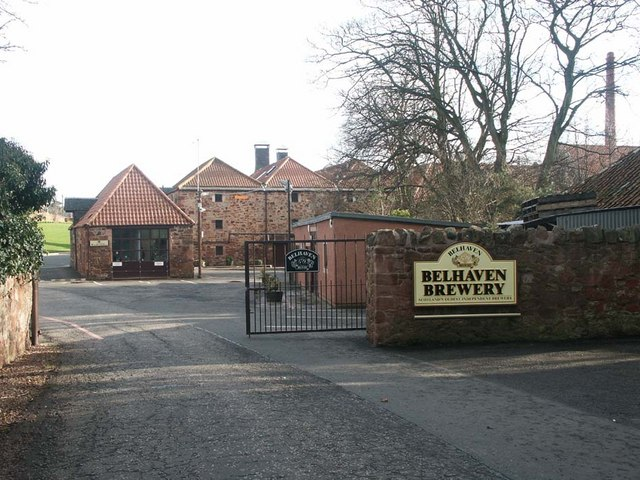
Einfahrt zur Belhaven Brewery

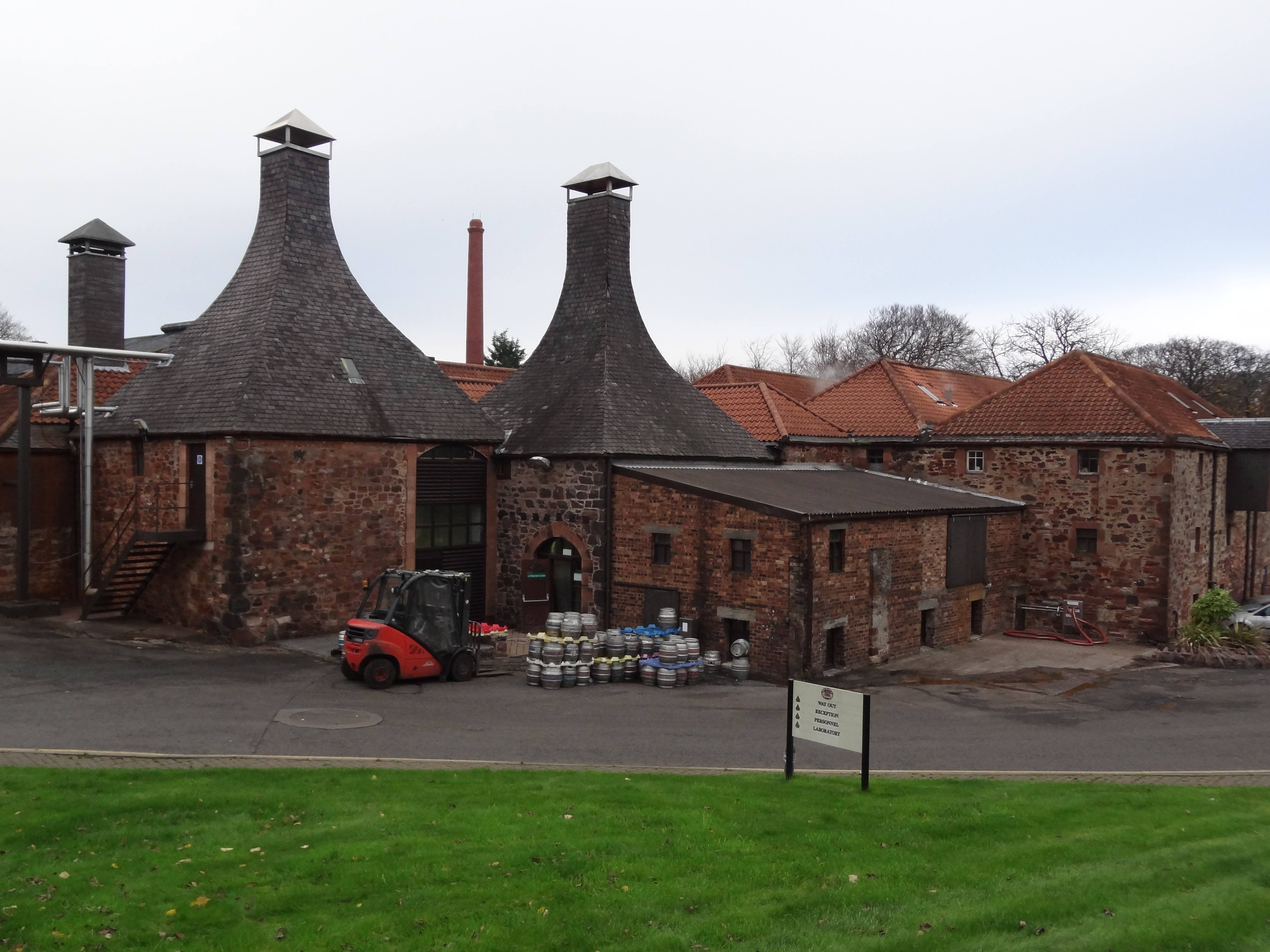
Gebäude der Belhaven Brewery

Die Belhaven Brewery ist eine Brauerei in der schottischen Stadt Dunbar in der Council Area East Lothian. Sie gehört heute zur englischen Greene King Brewery. Der Hauptsitz wurde 1971 in die schottischen Denkmallisten in der höchsten Kategorie A aufgenommen.

## Geschichte
Die Geschichte des Bierbrauens um Dunbar kann bis ins 12. Jahrhundert zurückverfolgt werden, als David I. die Ländereien den Benediktinermönchen schenkte. Die Belhaven Brewery wurde im Jahre 1719 gegründet. Wahrscheinlich befand sich jedoch schon zuvor eine Brauerei am Standort. Dies lässt sich ebenso aus älteren Gebäudefragmenten ablesen, wie aus Aufzeichnungen aus den 1550er Jahren, aus denen hervorgeht, dass die auf Dunbar Castle stationierten Soldaten mit Bier aus Belhaven versorgt wurden.
Obschon zunächst eine lokale Brauerei, baute sich die Belhaven Brewery bis ins 19. Jahrhundert eine überregionale Bekanntheit auf, die bis London und gar bis an den kaiserlichen Hof in Wien reichte. So vermerkte der schottische Schriftsteller James Boswell auf einer seiner Reisen, dass es sich um das beste Leichtbier handele, das er je getrunken habe.
Nach Bränden in den Jahren 1814 und 1887 wurde die Brauerei wiederaufgebaut und erweitert. Wie zahlreiche Brauereien betrieb auch Belhaven in der Vergangenheit eine eigene Mälzerei. Das gewonnene Malz wurden auch an umliegende Whiskybrennereien abgegeben. Die Brauerei wurde über 250 Jahre lang von der Gründerfamilie unter der Firma Dudgeon & Company betrieben. Eine Hotelkette erwarb das Unternehmen im Jahre 1972, beließ jedoch die Unternehmensleitung bei der Gründerfamilie. Nach einer turbulenten Phase ging die Brauerei durch einen Management-Buy-out im Jahre 1993 zurück an die Gründerfamilie. Damit gehörte sie zu einer der letzten großen unabhängigen Brauereien im Vereinigten Königreich. Dies endete mit der Übernahme durch die englische Greene King Brewery im Jahre 2005.

## Produkte

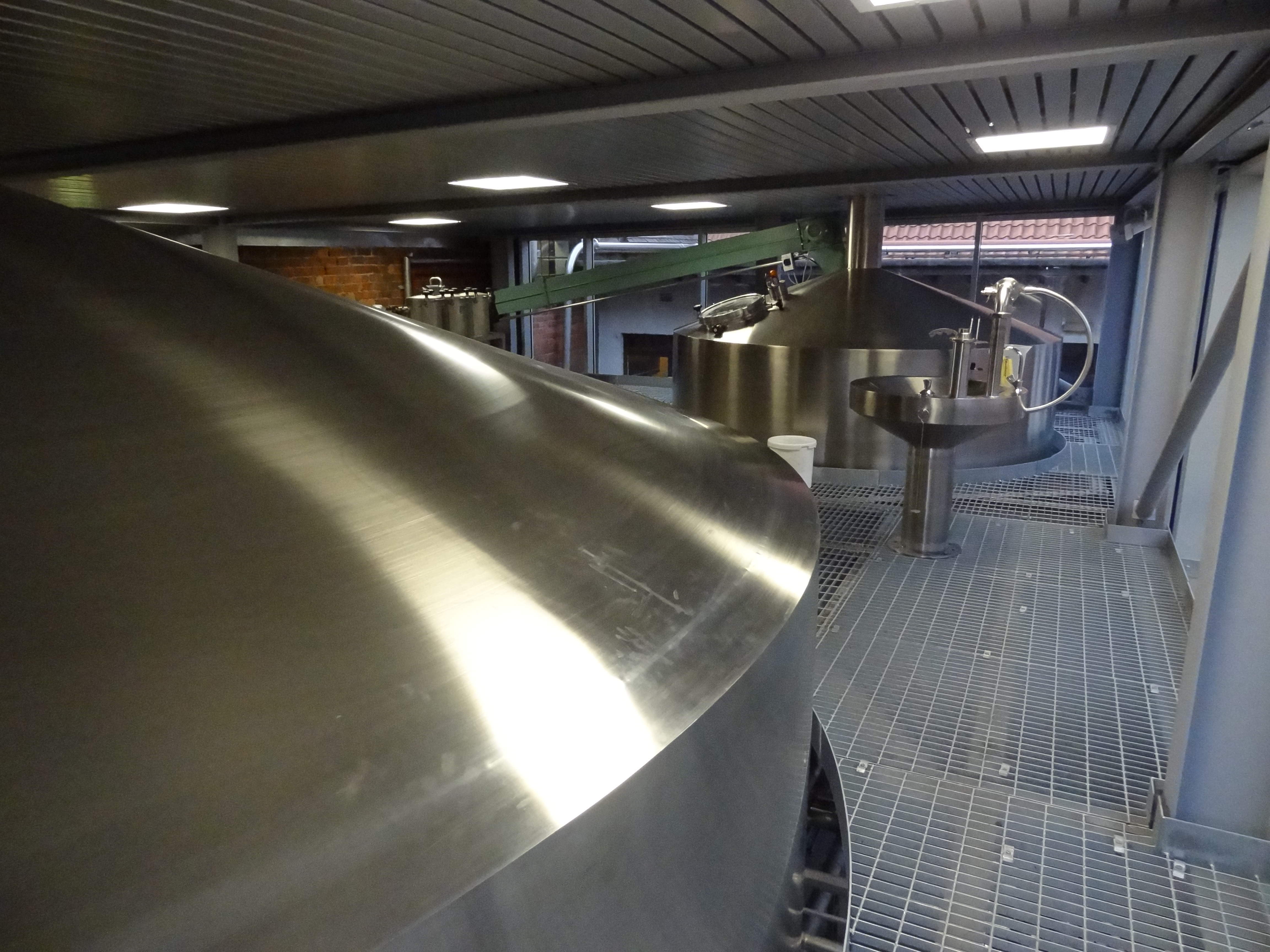
Produktionsanlagen

Nachdem die Kapazität der Belhaven Brewery 1992 bei 30.000 Fässern pro Jahr lag, wurde die Produktionskapazität auf 100.000 Fass in den 2010er Jahren ausgebaut. Die Brauerei produziert eine Palette von über 20 Bieren. Hierbei nehmen Ales, die auf traditionelle schottische Weise gebraut werden, bei weitem den größten Anteil ein.